# ADGZ
O ADGZ foi um veículo blindado de combate pesado, desenvolvido pelo exército austríaco, (com a designação de M35 Mittlere Panzerwagen) no ano de 1934 e que foi utilizado do ano de 1935 - 1937 pelo exército austríaco e até 1942 pelos alemães.
| Mais imagens              |
| ADGZ em Danzigue , 1939 . |
| {{{caption}}}             |
| ADGZ em Danzigue, 1939.   |